# 890
890 (DCCCXC) je bilo navadno leto, ki se je po julijanskem koledarju začelo na četrtek.

## Dogodki
- 1. januar

## Rojstva
- Al-Masudi, arabski zgodovinar, popotnik († 957)
- Marozija, senatorka in patricija Rima († 937)
- Rudolf Francoski, kralj Zahodnofrankovskega kraljestva († 936)

## Smrti
- Anandavardhana, indijski filozof, estetik (* 820)
- Ranulf II. Akvitanski, vojvoda in kralj Akvitanije  (* ok. 850)